# Parc des Princes
A Parc des Princes Franciaországban, Párizsban, a 16. kerületben található. Eredetileg kerékpárstadionnak épült 1903-ban a Tour de France számára. Az átalakítást követően ez lett a Stade de France, a nemzeti stadion, amíg az 1998-as labdarúgó-világbajnokságra a FIFA követelményeinek megfelelően át nem alakították. Az UEFA négycsillagos besorolást adott a Parc des Princes stadionnak. 
Nézőterének befogadóképessége 48 712 fő és otthont ad a Paris Saint-Germain FC (PSG) labdarúgó klubnak. A stadion gyors megközelítésére és elhagyására metrómegállók állnak rendelkezésre. A 19. századi parkrészben egy laboratórium állt, amit 1897-ben lebontottak, hogy helyére fából ácsoljanak egy „modern” kerékpár stadiont. A recsegő, nyikorgó stadion összeomlásának veszélye állandó félelemben tartotta a nézőket.
A stadiont Henri Desgrange irányította, a kerékpár pálya felülete 666 méter hosszú volt, tojás alakú formával. Felépítése teljes egészében magántőkéből valósult meg. 1967-ig itt volt minden Tour de France utolsó szakaszának befutója. Az 1924. évi nyári olimpiai játékok egyik helyszíne volt, akkor nézőterét 20 000 főre bővítették. A következő igazgató 40 000 főt befogadó nézőteret alakíttatott ki és a pálya méretét 454 méterre csökkentették. 1954-ben a rögbi klubvilágbajnokság egyik helyszíne volt. 1967-ben kezdődött meg a stadion lebontása.